# Bad Girl Good Girl
Bad Girl Good Girl(배드 걸 굿 걸)은 대한민국의 걸 그룹 미쓰에이가 자신들의 데뷔 EP Bad But Good을 위해 녹음한 노래이다. 이 노래는 2010년 7월 이 그룹의 데뷔 싱글 역할을 했다. "Bad Girl Good Girl"은 대한민국에서 즉각적인 상업적 성공을 거두면서 가온 디지털 차트에서 1위를 차지했다.

## 뮤직 비디오
2010년 6월 30일, 이 노래의 뮤직 비디오는 온라인으로 공개되었다. 뮤직 비디오는 학교에서 합을 맞추어 댄스를 하는 여자들이 등장한다.